# 주시 (생리학)
주시(gaze)라는 용어는 생리학에서 눈과 목의 조정된 움직임을 설명하는 데 자주 사용된다. 측면 시선은 정중곁 다리뇌 그물체에 의해 제어된다. 수직 시선은 안쪽세로다발의 입쪽 사이질핵과 카할 사이질핵에 의해 제어된다.

## 켤레 주시
conjugate gaze, 동향 주시, 공동 주시, 켤레 주시

## 같이 보기
- 주시 (시각)
- 주시 반사
- 주시 (정신분석학)
- 정중곁 다리뇌 그물체
- 눈 운동
- 켤레 눈 운동